# 파리 패션 위크

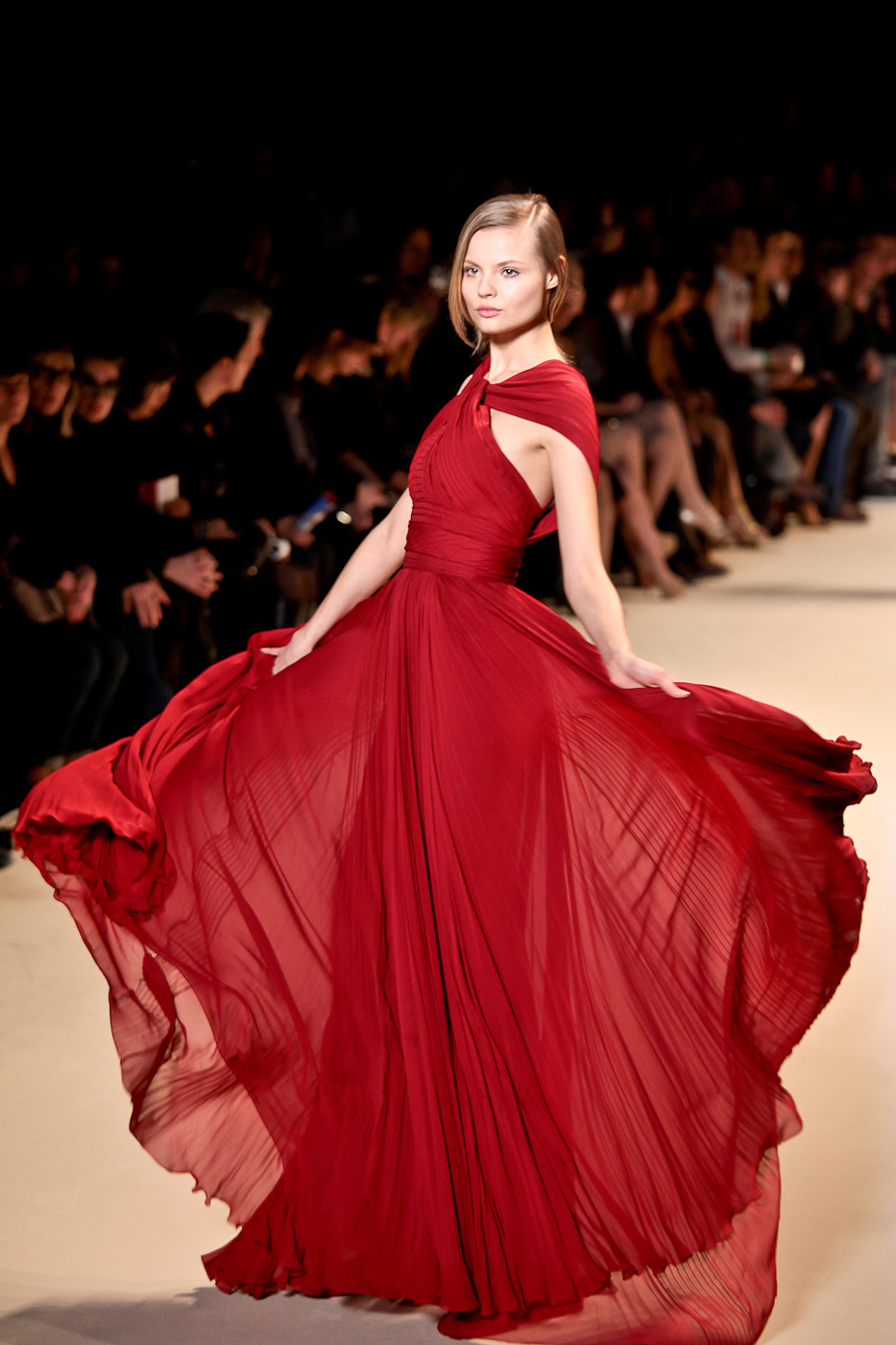
2011년 파리 패션 위크

파리 패션 위크(프랑스어: Semaine de la mode de Paris, 영어: Paris Fashion Week, PFW)는 프랑스 파리에서 열리는 패션 위크이다. 1년에 봄/여름 행사와 가을/겨울 행사, 두 번 파리에서 열린다. 뉴욕 패션 위크, 밀라노 패션 위크, 런던 패션 위크와 함께 "4대 패션 위크" 중 하나이다.
파리 패션위크는 세계에서 가장 권위있는 4대 패션쇼 중에서도 가장 성대하고 전통이 있으며 그 영향력이 몹시 커 세계 패션의 방향을 결정하는 역할을 한다. 예술적이고 자유로운 이미지가 강하다. 또한 전세계 패션 유행 트랜드를 이끄는 힘이 가장 강하다. 파리는 우아함, 풍부한 감성, 전통적인 장인정신, 예술적인 표현, 화려함이 특징이다. 뉴욕과 반대로 오트쿠튀르의 느낌을 강하게 풍긴다.
파리 패션위크의 컬렉션에는 오트쿠튀르쇼와 프레타포르테쇼가 있다. 오트쿠튀르는 소수의 고객만을 위한 맞춤복을 선보인다. 맞춤제작하는 옷이기 때문에 예술성에 포커스를 맞추며 오직 파리 컬렉션에서만 볼 수 있다.
프레타 포르테는 고급 기성복을 선보이는 패션쇼이다. 시즌별로 (S/S, F/W) 2번을 개최한다. 값이 비싼 오트쿠튀르에 비해 상대적으로 저렴하고 생산성과 산업성이 결합된 형태의 옷이다.
파리 패션위크는 패션 위크의 마지막을 정리하는 쇼라는 것에 걸맞게 무대 스케일이 상당하다. 쇼를 연출하는 것은 브랜드의 가치관과 스타일을 표현하는 것에 긴밀하게 연결되어있다.

## 같이 보기
- 뉴욕 패션 위크(NYFW)
- 밀라노 패션 위크(MFW)
- 런던 패션 위크(LFW)